# Старо Лагово
Старо Лагово (в миналото само Лагово или Лаг, често членувано Лагот, на македонска литературна норма: Старо Лагово) е село в южната част на Северна Македония, община Прилеп.

## География
Селото е разположено в областта Пелагония.

## История
В XIX век Лагово е чисто българско село в Прилепска кааза на Османската империя. В „Етнография на вилаетите Адрианопол, Монастир и Салоника“, издадена в Константинопол в 1878 година и отразяваща статистиката на населението от 1873 година, Лак (Lak) е посочено като село с 20 домакинства и 88 жители българи.
Според статистиката на Васил Кънчов („Македония. Етнография и статистика“) от 1900 година Лаготъ има 80 жители, всички българи християни.
На Етнографската карта на Битолския вилает на Картографския институт в София от 1901 година Лаг е чисто българско село в Прилепската каза на Битолския санджак с 9 къщи.
В началото на XX век българското население на селото е под върховенството на Българската екзархия. По данни на секретаря на екзархията Димитър Мишев („La Macédoine et sa Population Chrétienne“) през 1905 година в Лагот има 80 българи екзархисти.
По време на българското управление във Вардарска Македония в годините на Втората световна война, Илия К. Лещаров от Охрид е български кмет на Лагово от 4 октомври 1941 година до 26 декември 1943 година. След това кмет е Сотир М. Смичков от Прилеп (27 януари 1944 - 9 септември 1944).
Според преброяването от 2002 година селото има 38 жители, всички северномакедонци.